# 球形拼圖

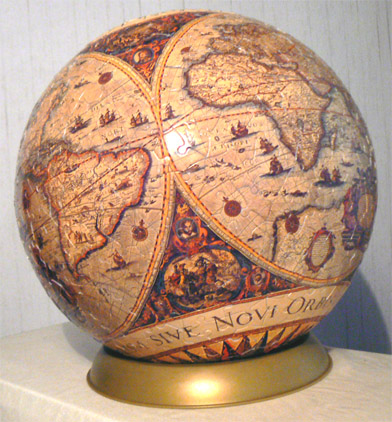
印有世界古地圖的地球球型拼圖

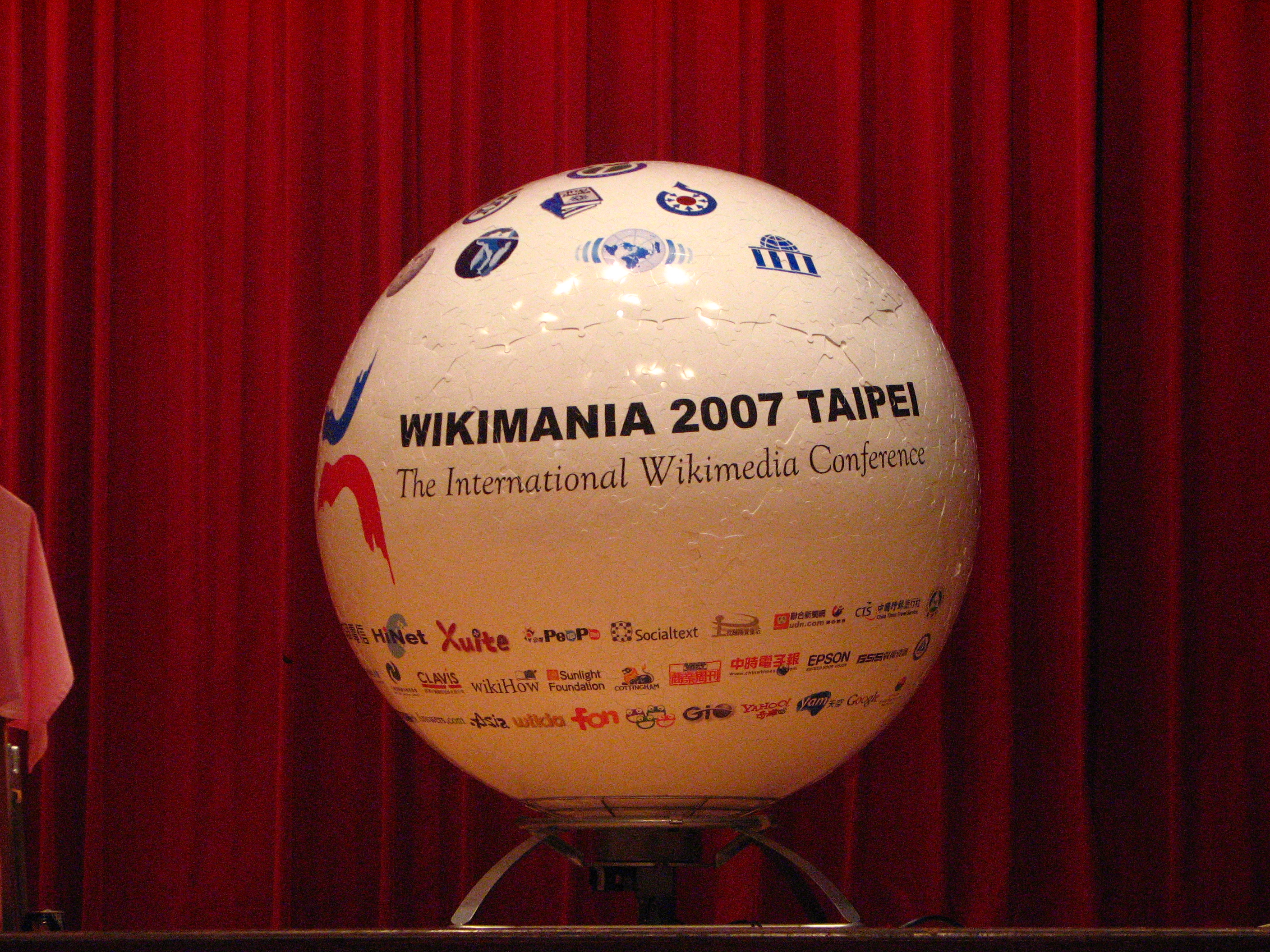
2007維基百科年會會場裝置藝術徽誌實體大型拼圖球：維基球（Wikiball）

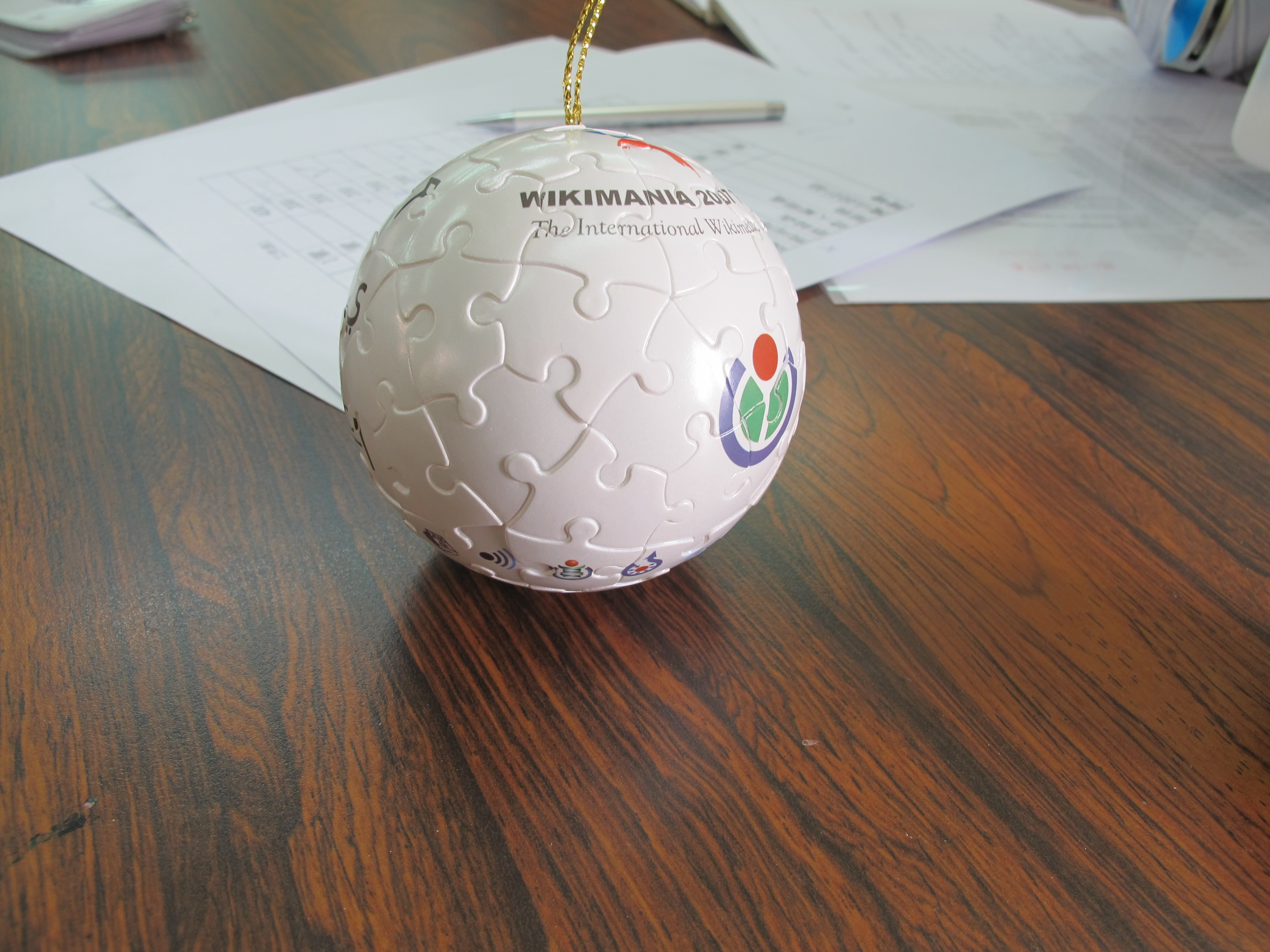
2007維基百科年會紀念品，徽誌實體球型拼圖

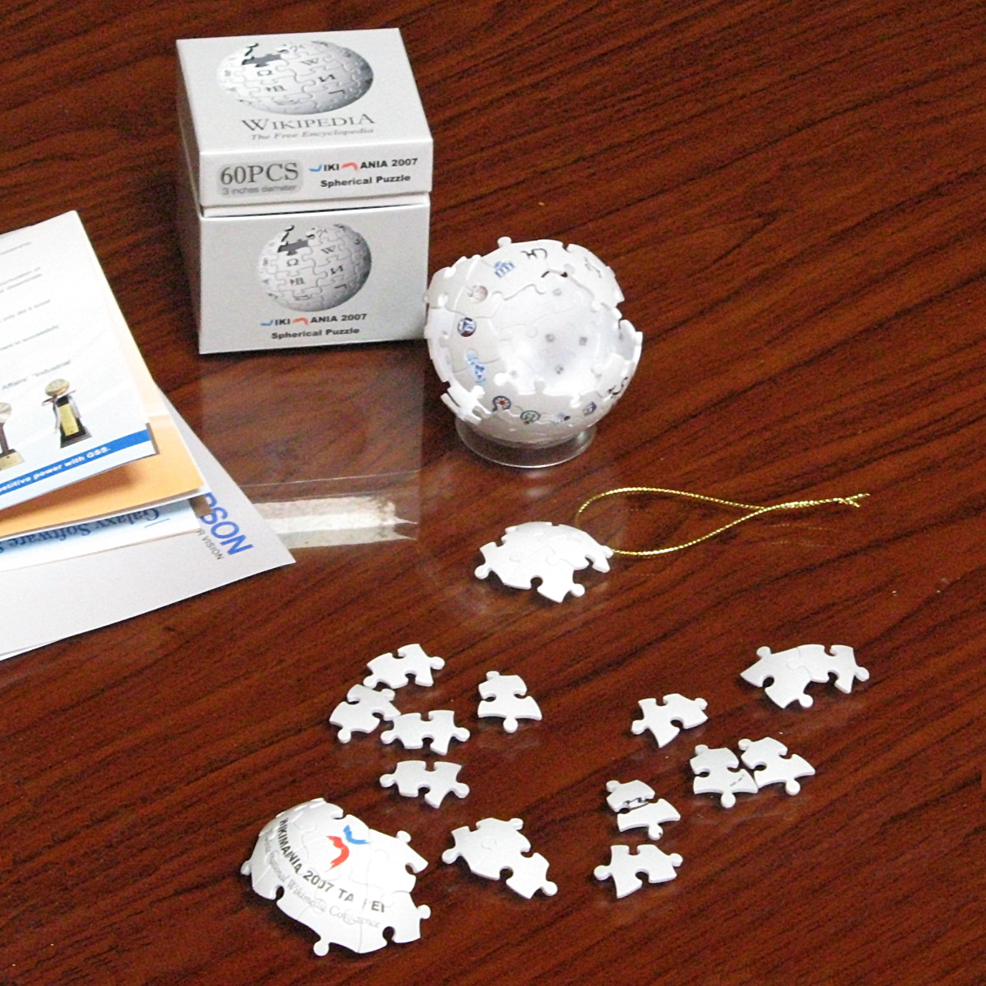
實體球型拼圖的圓弧型拼圖零片

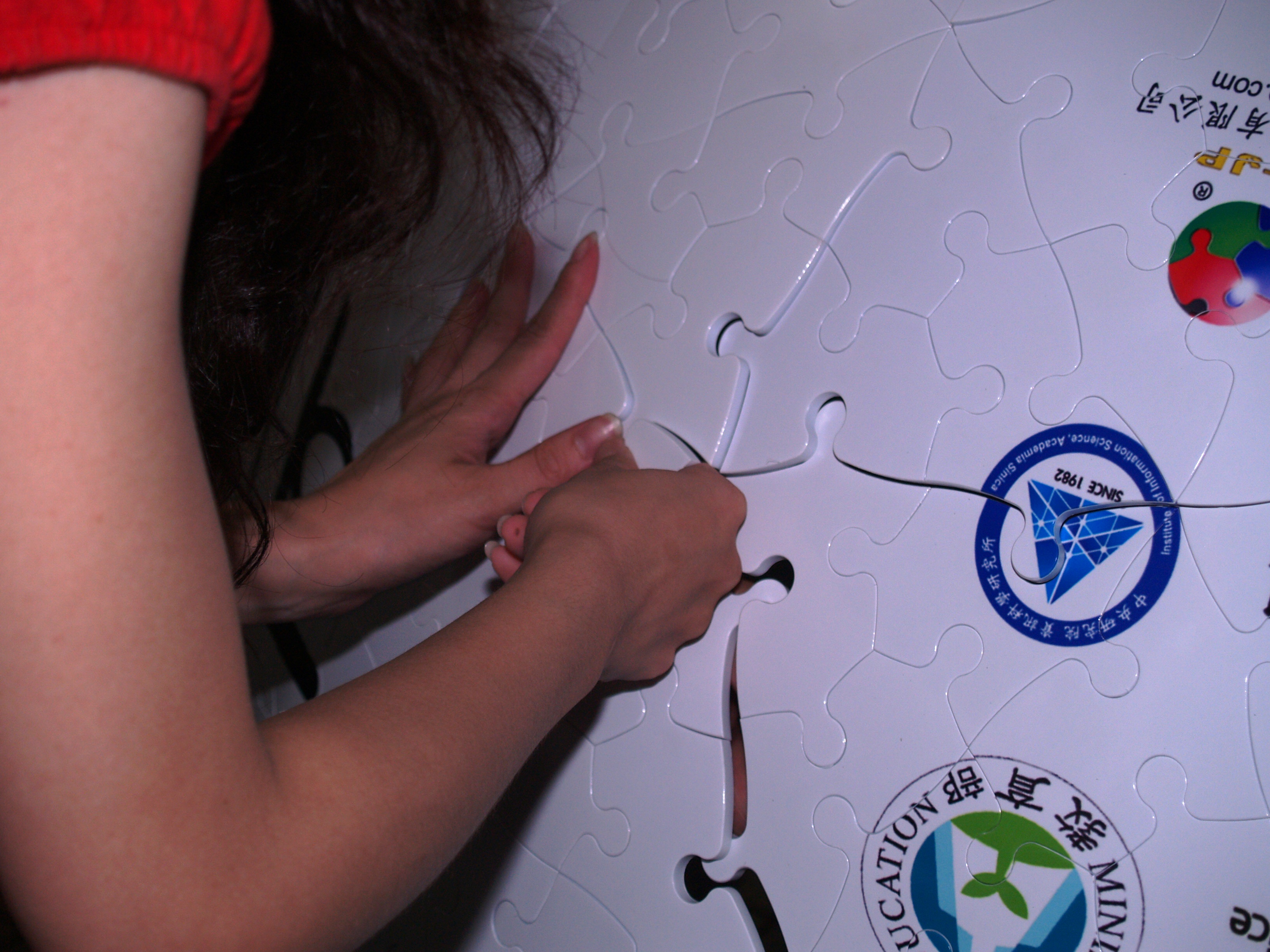
維基球拼圖零片

球形拼圖（英語：Puzzle Globe、Jigsaw Globe、Globe Puzzle、Puzzle Ball、Puzzle Sphere、Spherical Puzzle），也稱為拼圖球、球型拼圖、球體拼圖，屬於三維立體拼圖的一種，是以拼圖零片組合而成的圓球型球體。維基百科的徽誌就是一個例子，然而實體的球型拼圖的拼圖零片是呈現圓弧型式，這樣的設計才可以支撐起整個圓球。有些球型拼圖是由具有磁性的鐵質拼圖零片所構成，磁性引力設計可以防止球體下層崩解。
如同二維的平面拼圖，球型拼圖的材質大都為硬紙板，但也有以塑膠材質製成，如維基球；而且組裝完成時為單層球體。如同三維立體拼圖，組裝完成時則為三維立體球體。大多數的球型拼圖是以原來就具有球型外形物體作為設計藍本，如地球、月球及古地圖地球，但不全然如此。完成後的球形拼圖可置於展示收藏底座上展示與收藏，避免滾動；也可在拼接過程中將展示繩嵌入拼圖零片，於完成組合後掛起展示收藏。